# 艾因邁濟區

33°47′38″N 2°18′04″E / 33.7939°N 2.3011°E
艾因邁濟區（阿拉伯语：‎），是阿爾及利亞的行政區，位於該國中部，由艾格瓦特省負責管轄，首府設於艾因邁濟，面積7,820平方公里，2008年人口50,303，人口密度每平方公里6人。